# Leipoa gallinacea
El talégalo leipoa gigante (Leipoa gallinacea) es una especie extinta de ave galliforme de la familia Megapodiidae que vivió en Australia. Ha sido descrita de restos hallados en depósitos del Plio-Pleistoceno en Darling Downs y en Chinchilla en el sureste de Queensland por Charles De Vis, quien denominó el género Progura para estos restos. Material referible a esta especie también se ha recolectado en Australia del Sur y del Valle de Wellington y las cuevas Wombeyan de Nueva Gales del Sur.

## Taxonomía

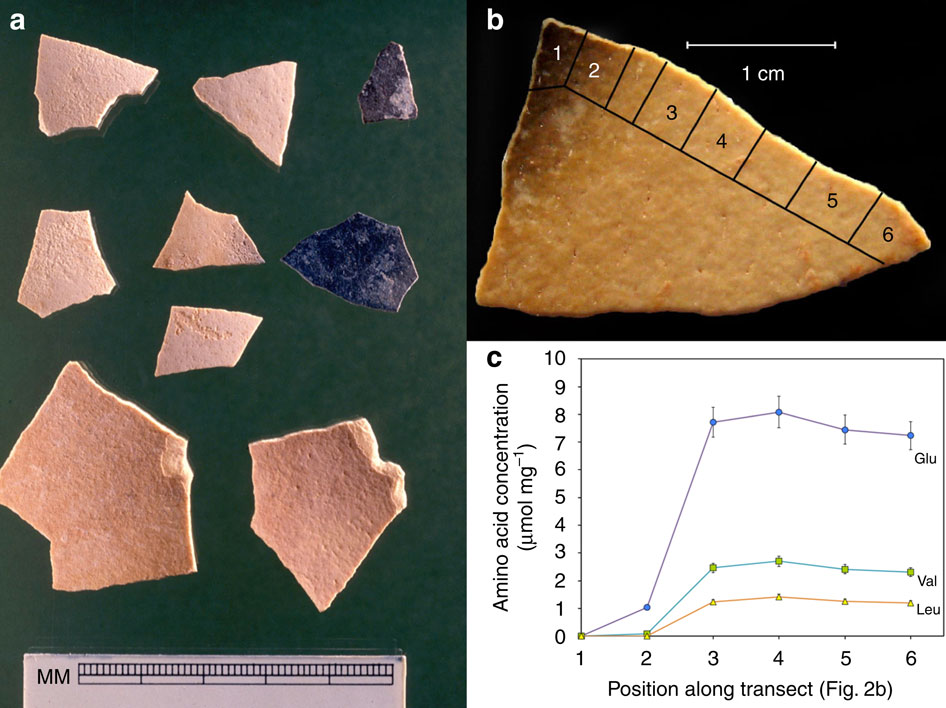
Caracterización de la cáscara ennegrecida del huevo de Genyornis newtoni.

La comparación con los megápodos australianos mostró que Progura estaba emparentado con los actuales talégalo leipoa (Leipoa ocellata), aunque la especie extinta L. gallinacea era considerablemente mayor que la actual. Una segunda especie, P. naracoortensis, fue descrita en 1974 por Gerard Frederick van Tets de depósitos de las cavernas de Naracoorte en el sureste de Australia del Sur como se indicaba por la diferencia de tamaño y las proporciones de las patas. Fue posteriormente considerado como un sinónimo más moderno de L. gallinacea, el cual evidentemente presentaba dimorfismo sexual.

## Descripción
El peso de esta especie fue estimado por van Tets en el rango de 4-7 kilogramos. Las proporciones de los huesos largos eran muy parecidos —aunque mayores y más robustos— a los del actual megápodo, con un pico, cabeza y cuerpo relativamente más anchos. La alta quilla en el esternón indica que era capaz de volar.